# Catalina Maura i Pou
Catalina Maura i Pou o Catalina de Sant Tomàs de Villanueva (Mallorca, 1664 - 1735) fou una religiosa agustiniana. Fou proclamada Serventa de Déu per l'Església catòlica.

## Biografia
La seva mare va morir al seu part. De petita va ésser molt religiosa i va tenir visions de la Mare de Déu. Per evitar un matrimoni no desitjat, el 1686 ingressà a l'orde de les monges agustinianes al convent de la Concepció de Mallorca, prenent el nom de Catalina de Sant Tomàs de Villanueva. Pel seu do de discerniment hom la consultà davant tota mena de situacions i dificultats. Va tenir diversos episodis místics, que les primeres vegades van fer pensar que estava posseïda i va ésser exorcitzada. En un d'ells, descrit a biografies posteriors, rebia la comunió del mateix Jesucrist; en altres se li aparegueren sant Agustí d'Hipona i Ramon Llull. Escrigué poesies i algunes obres religioses, a més d'estudiar l'obra de Ramon Llull.
Proclamada serventa de Déu, li fou obert per primera vegada el procés de canonització el 1933, i reobert el 1991 després d'inactivitat.